# Rudolf Holsti
Eino Rudolf Woldemar Holsti (8 de octubre de 1881, Jyväskylä - 3 de agosto de 1945, Palo Alto, California) fue un político, periodista y diplomático finlandés. Fue el ministro de Relaciones Exteriores de Finlandia de 1919 a 1922 y de 1936 a 1938 y miembro del Parlamento de Finlandia de 1913 a 1918 en representación del Partido Joven Finlandés (Nuorsuomalainen Puolue). Desde 1919 representó al Partido Nacional Progresista. Holsti representó a Finlandia en la Sociedad de Naciones. Él también era un republicano (se oponía al movimiento entonces en curso de la monarquía en Finlandia). Fue un firme defensor de la democracia, que criticó abiertamente a Adolf Hitler en el estallido de la guerra. Holsti trabajó para los periódicos de Hämeenlinna, Lahti y Helsinki junto con su amigo y compañero de escuela Joel Lehtonen. La amistad terminó abruptamente cuando Holsti reconoce en sí mismo al político ficticio satíricamente retratado Rolf Idell del libro Sorron lapset (1924) de Lehtonen. Holsti también fue embajador en Estonia entre 1923 y 1927.
Más tarde, el Dr. Holsti enseñó en la Universidad Stanford, después se trasladó a Estados Unidos con sus dos hijos: Kalevi y Olavi Holsti (ambos científicos políticos respetados en su propio derecho). Mantuvo una correspondencia saludable con el presidente Herbert Hoover, y el primer ministro y presidente de Finlandia. Murió el 3 de agosto de 1945, en el Hospital de Palo Alto mientras se sometía a una cirugía para reparar una hernia. Su esposa Liisa murió de tuberculosis el 22 de julio de 1951.